# Saint-Barthélemy (Île-de-France)
Saint-Barthélemy è un comune francese di 369 abitanti situato nel dipartimento di Senna e Marna nella regione dell'Île-de-France.

## Società

### Evoluzione demografica
Abitanti censiti